# REQUIEM AND SILENCE
『REQUIEM AND SILENCE』（レクイエム・アンド・サイレンス）は、日本の歌手鬼束ちひろの5作目のベスト・アルバム。

## 解説
ベスト・アルバムとしては2013年発売の『GOOD BYE TRAIN 〜ALL TIME BEST 2000-2013』より約6年半ぶりとなる。
鬼束のデビュー20周年を記念して発売される、自身初のオールタイム・ベスト。完全生産限定盤（プレミアム・コレクターズ・エディション）、初回限定盤、通常盤の3形態で発売され、それぞれ封入されるCD枚数、収録曲、ジャケットが異なる。「End of the world」は配信限定シングルでのミックスではなく、新たにボーカルをレコーディングし直されたものが収録される。「書きかけの手紙」は本作のために書き下ろされた新曲となっている。

## パッケージ
通常盤を除く2形態通してそれぞれのディスクにはタイトルが割り当てられており、完全生産限定盤・初回限定盤のHALLELUJAHとUNIVERSEは、同一の収録曲である（完全生産限定盤はSHM-CD、初回限定盤はCD-DA）。
完全生産限定盤には上記2枚の他に鬼束自身がシングル・アルバムから選考した楽曲が収録された裏ベストのENCORE、もう1枚はこれまで発表された楽曲のInstrumental集となっており、今回初CD化されるInstrumentalも5曲収録されたTESTIMONYを同梱。4枚ともに高音質SHM-CD仕様となっている。この盤のみとなるLPレコードサイズの豪華BOXパッケージには撮り下ろされた写真や、初代プロデューサー羽毛田丈史との対談等が収録されたスペシャルブックレットが封入される。
初回限定盤は、20年間に発表した全シングル表題曲の29曲を収録したHALLELUJAHとUNIVERSEから構成されるCD2枚組。完全生産限定盤で記したENCORE、TESTIMONYの2枚の特典ディスクは含まれていない。
通常盤は、鬼束自身が全シングル表題曲の29曲から厳選した14曲の楽曲をCD1枚に収録。

## 収録曲

### Disc.1 〜HALLELUJAH （完全生産限定盤・初回限定盤）
1. シャイン
1stシングル
2. 月光
2ndシングル
3. Cage
3rdシングル
4. 眩暈
4thシングル
5. edge
4thシングル
6. infection
5thシングル
7. LITTLE BEAT RIFLE
5thシングル
8. 流星群
6thシングル
9. Sign
7thシングル
10. Beautiful Fighter
8thシングル
11. いい日旅立ち・西へ
9thシングル
12. 私とワルツを
10thシングル
13. 育つ雑草
11thシングル
14. everyhome
12thシングル
15. 僕等 バラ色の日々
13thシングル

### Disc.2 〜UNIVERSE （完全生産限定盤・初回限定盤）
1. 蛍
14thシングル
2. X
15thシングル
3. ラストメロディー
15thシングル
4. 帰り路をなくして
16thシングル
5. 陽炎
17thシングル
6. 青い鳥
18thシングル
7. 悪戯道化師
19thシングル
8. This Silence Is Mine
20thシングル
9. 祈りが言葉に変わる頃
1作目の配信限定シングル
アルバム初収録
10. good bye my love
21stシングル
11. ヒナギク
22ndシングル
アルバム初収録
12. Twilight Dreams
22ndシングルのカップリング
アルバム初収録
13. End of the world
2作目の配信限定シングル
アルバム初収録
14. 書きかけの手紙
編曲：坂本昌之
新曲
後に3作目の配信限定シングルとして、シングル・カットされた。

### Disc.3 〜ENCORE （完全限定生産盤）
1. call
1stアルバム『インソムニア』収録曲
2. 漂流の羽根
3rdアルバム『Sugar High』収録曲
3. MAGICAL WORLD
12thシングル「everyhome」のカップリング
本バージョンは4thアルバム『LAS VEGAS』収録バージョン
4. ストーリーテラー
5thアルバム『DOROTHY』収録曲
5. 夏の罪
21stシングル「good bye my love」のカップリング
6. ダイニングチキン
7thシングル「Sign」のカップリング
7. Tiger in my Love
3rdアルバム『Sugar High』収録曲
8. CROW
2ndアルバム『This Armor』収録曲
9. 弦葬曲
7thアルバム『シンドローム』収録曲
10. あなたとSciencE
20thシングル
11. EVER AFTER
6thアルバム『剣と楓』収録曲
12. HIDE AND SCREAM
14thシングル「蛍」のカップリング
13. 僕を忘れないで
6thアルバム『剣と楓』収録曲
14. 火の鳥
7thアルバム『シンドローム』収録曲
15. VENUS
5thアルバム『DOROTHY』収録曲

### Disc.4 〜TESTIMONY （完全限定生産盤）
- ※は初CD化されたもの

1. 月光 (instrumental)
2. 眩暈(instrumental)
3. 流星群 (instrumental)
4. いい日旅立ち・西へ (instrumental)
5. 私とワルツを(instrumental)
6. 蛍 (instrumental)
邦画「ラストゲーム 最後の早慶戦」オリジナル・サウンドトラックより
7. ラストメロディー (instrumental)※
8. The Silence Is Mine (instrumental)※
9. good bye my love (instrumental)
10. 夏の罪 (instrumental)※
11. ヒナギク (instrumental)
12. Twilight Dreams (instrumental)
13. End of the world (instrumental)※
14. 書きかけの手紙 (instrumental)※

### 通常盤
1. 月光
2. 眩暈
3. infection
4. 流星群
5. いい日旅立ち・西へ
6. 私とワルツを
7. everyhome
8. 蛍
9. ラストメロディー
10. 青い鳥
11. good bye my love
12. ヒナギク
13. End of the world
14. 書きかけの手紙